# Jammoul
Jammoul, även kallat den Nationella libanesiska motståndsfronten, är en motståndsgrupp skapad av Libanons kommunistiska parti och som verkar inom Libanon. Dess politik är marxistisk.